# ProVeg International
ProVeg International ( /'pɹəʊvɛdʒ/) es una organización no gubernamental que trabaja en el campo del cambio del sistema alimentario y tiene diez oficinas en el mundo. La misión declarada de la organización es reducir el consumo de productos animales en un 50% para 2040, para ser reemplazados por alternativas de origen vegetal o cultivadas. En lugar de aumentar la proporción de vegetarianos y veganos, el enfoque de ProVeg es reducir el consumo de productos animales en la población general.
ProVeg opera en Alemania (ProVeg Deutschland, fundada como Vegetarierbund Deutschland en 1892), Países Bajos (ProVeg Nederland, fundada como Viva Las Vega's en 2011), Bélgica, China, Chequia, Polonia, Sudáfrica, España, Reino Unido y Estados Unidos.

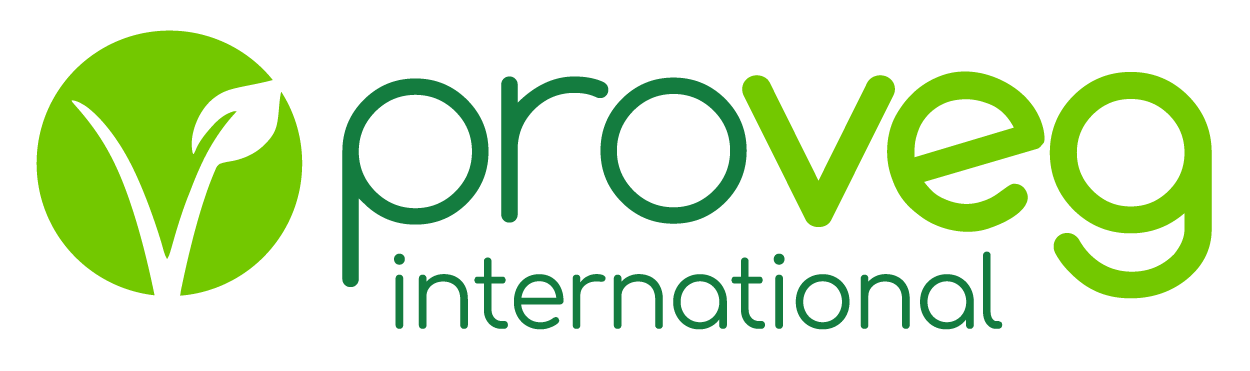
El antiguo logotipo de ProVeg, en uso de 2017 a 2021

Inicialmente, ProVeg International se fundó en Alemania, Polonia y el Reino Unido en 2017. Su nombre deriva del latín pro- ('a favor de') y veg, que supuestamente denota "el movimiento vegetariano, es decir, personas interesadas en un estilo de vida basado en plantas". ProVeg tiene sucursales en los siguientes países:
- Alemania (ProVeg Deutschland) antes Vegetarierbund Deutschland (Vebu) y Verein für natürliche Lebensweise, fundado en 1867.
- [7] Bélgica, incorporada en junio de 2022, fundada 2000 como EVA (Ethisch Vegetarisch Alternatief) y antes Vegetariërsvereniging.[8][9][10]
- China, lanzada en el 2018.[11]
- Chequia desde agosto de 2021, con la incorporación de la Czech Vegan Society,[12] fundada en 2014.[13][14]
- EE. UU., operando desde el 2019.[15]
- España, donde una sucursal se fundó en octubre de 2017.[5]
- Países Bajos, anteriormente Viva Las Vega's, fundada en 2011 e incorporada en noviembre de 2017 con el nombre de ProVeg Nederland.[16]
- Polonia, sucursal co-fundadora de ProVeg International en abril de 2017.[4]
- Sudáfrica, adquirida en agosto de 2018, fundada en 2011 bajo el nombre Vegalicious.[17]
- Reino Unido, sucursal co-fundadora de ProVeg International en abril de 2017.[4]

## Actividades

### Conferencias
- COP (Conferencias de cambio climático de las Naciones Unidas): Los representantes de ProVeg asistieron a la COP24 en 2018.[18] Habiendo obtenido el estatus de observador permanente en la Convención Marco de las Naciones Unidas sobre el Cambio Climático, la organización goza de acceso garantizado a los eventos COP desde finales de 2019.[19]
- New Food Conference: La New Food Conference organizada por ProVeg es un evento internacional centrado en el desarrollo de productos de origen vegetal y cultivados. La primera edición tuvo lugar en Berlín en marzo de 2019.[20][21][22][23]

- Veganes Sommerfest: En cooperación con Berlin Vegan y la Fundación Albert Schweitzer, ProVeg es el anfitrión principal y co-organizador de la feria vegana anual, un festival de comida vegana de tres días que tiene lugar en Alexanderplatz en Berlín. La edición de 2019 contó con alrededor de 100 stands informativos y de venta.[24]

- VegMed: ProVeg organiza VegMed, un congreso médico internacional anual sobre dieta basada en plantas. Está dirigido a médicos, estudiantes de medicina, profesionales de la salud, así como a científicos y disciplinas afines. En 2019 se celebró en Londres la sexta edición, la primera VegMed fuera de Alemania.[25]

- Smart Protein: En octubre de 2019, ProVeg International recibió fondos para llevar a cabo Smart Protein, un proyecto financiado por la UE que incluye a más de 30 socios para desarrollar productos de origen vegetal comercialmente viables a partir de materias primas infrautilizadas. De 2020 a 2024, ProVeg evalúa los mercados para los ingredientes y productos alimenticios de proteínas específicas de Smart Protein investigando la aceptación y la confianza del consumidor hacia productos innovadores y nuevos a base de plantas.[26][27]

- V-label: En Alemania, ProVeg International se encarga de licenciar la V-label, una etiqueta internacional que certifica productos vegetarianos y veganos.[28]

- ProVeg Incubator⁣: Es el brazo de incubación de empresas de ProVeg, creado para apoyar a las nuevas empresas veganas, así como a las nuevas empresas que utilizan técnicas de agricultura celular.[29] Se estableció en octubre de 2018,[30] y, según Forbes, fue la primera incubadora de empresas de este tipo.[31] La incubadora tiene una vocación internacional, desarrollando sus actividades en varios países.[30] Cuenta con Mark Post y Ryan Bethencourt entre los miembros de su programa de tutoría.[30] Para mayo de 2020, la incubadora ha apoyado a más de 30 nuevas empresas de 15 países diferentes.[32] Para 2021, la Incubadora ha apoyado a 50 startups.[33]

### Publicaciones
- Encuesta de consumidores europeos: ProVeg International lanzó una Encuesta de consumidores europeos sobre alimentos de origen vegetal, que encuestó a más de 6000 consumidores en nueve países europeos para identificar prioridades para la mejora y el desarrollo de productos. El 76% de los participantes se identificaron como comedores de plantas, mientras que el otro 24% se autodenominaron reductores. El primer informe de la encuesta, publicado en junio de 2020, entre otras cosas, encontró que los participantes estaban interesados principalmente en aumentar la disponibilidad de queso de origen vegetal en los supermercados; Además, los reductores querían ver más comidas preparadas a base de plantas y reemplazos de carne, mientras que los comedores a base de plantas estaban más interesados en productos horneados y chocolates a base de plantas.[34][35]

- Informe sobre pandemias: en julio de 2020, ProVeg publicó el Informe sobre alimentos y pandemias, en el que destaca la cría intensiva de animales como causa humana más peligrosa de pandemias y epidemias como la COVID-19, el ébola, el SARS y el MERS, todas ellas zoonóticas. Dado que los mataderos son particularmente vulnerables a las infecciones y los cierres forzosos, esto también interrumpe la cadena de suministro de alimentos de la que dependen los humanos para sobrevivir. El informe, que cita a varios expertos científicos y organizaciones, concluyó que serían necesarios cambios fundamentales en el actual sistema alimentario mundial para prevenir futuras pandemias. El informe recibió el apoyo del Programa de las Naciones Unidas para el Medio Ambiente (PNUMA), y Musonda Mumba dijo que el aumento de las interacciones entre humanos, animales salvajes y animales de granja ha creado oportunidades sin precedentes para la propagación de patógenos. El jefe del Centro Europeo para la Prevención y el Control de Enfermedades (ECDC), Tamas Bakonyi, matizó algunos de los hallazgos del informe y agregó que los viajes globales humanos intensos (especialmente en grupos), la sobrepoblación humana, la deforestación, el uso de la tierra, el transporte de bienes y otros factores jugaron un papel clave en causar pandemias también.[36][37][38]

### Programas escolares
- Plant Powered Pupils: ProVeg lanzó su programa Plant Powered Pupils en 2016, con el apoyo de la compañía de seguros de salud alemana BKK ProVita.[39] El programa tiene como objetivo empoderar a los niños y adolescentes educándolos sobre el impacto de sus elecciones de alimentos a través de talleres de cocina interactivos.[40]

- Cocinas escolares climáticamente eficientes: Es un proyecto conjunto entre ProVeg y el Instituto para Estudios del Futuro y Evaluación de Tecnología (Institut für Zukunftsstudien und Technologiebewertung, IZT), que brinda capacitación gratuita para el personal de cocina, los chefs en formación y los proveedores de servicios de catering sobre formas de preparar comidas saludables, sostenibles y de bajo costo en las escuelas públicas. Este presenta ingredientes como alternativas a la carne a base de plantas y con baja huella de carbono, así como electrodomésticos de cocina que ahorran energía.[41]

- School Plates: ProVeg lanzó el programa School Plates en el Reino Unido en junio de 2018 con el objetivo de hacer que los menús de las escuelas primarias sean más saludables.[42]

### Campañas a la Unión Europea

#### 'Prohibición de hamburguesas vegetarianas' de la UE (Enmienda 165) y prohibición de productos lácteos (Enmienda 171)
La Comisión de Agricultura y Desarrollo Rural del Parlamento Europeo propuso la Enmienda 165, que prohíbe los nombres de carne y productos lácteos para las alternativas a base de plantas (como 'salchicha vegetariana' y 'escalope de soja'), ya que supuestamente eran 'confusos'  en mayo de 2019 . ProVeg International luchó contra la propuesta, que finalmente fue rechazada.
El 8 de octubre de 2020, ProVeg co-firmó una carta a los miembros del Parlamento Europeo pidiendo rechazar la propuesta, junto con IKEA y Compassion in World Farming . ProVeg también presentó una petición contra la enmienda. En tres días, la petición recibió más de 16.000 firmas. y más de 150 000 firmas al 15 de octubre de 2020. El vicepresidente de ProVeg, Jasmijn de Boo, le dijo a The Guardian : '[la prohibición] es claramente una tontería. Así como todos sabemos que la mantequilla de maní no contiene mantequilla, los consumidores [que compran hamburguesas vegetarianas] saben exactamente lo que obtienen. Estas propuestas están en contradicción directa con los objetivos declarados por la UE en el Pacto Verde Europeo y la estrategia Farm to Fork para crear sistemas alimentarios más saludables y sostenibles.'  El 23 de octubre de 2020, el Parlamento Europeo votó en contra de la enmienda 165.
Sin embargo, el mismo día, el Parlamento Europeo aprobó la enmienda 171 para futuras sesiones, una restricción a los nombres de alternativas lácteas de origen vegetal, lo que habría prohibido las etiquetas de alimentos que incluyen 'estilo yogur', 'alternativa al queso', 'leche de almendras' y 'queso vegano '. ProVeg también realizó una campaña y una petición contra la Enmienda 171, y el Parlamento Europeo la retiró en mayo de 2021.

#### Anuncios de productos animales de la UE
En 2020 y 2021, ProVeg reprochó las campañas publicitarias de la UE sobre productos animales fabricados en territorio de la UE.

## Gobernanza
En 2019, los empleados de ProVeg International se quejaron del sexismo y la "presión continua" que surgía del equipo directivo. Las quejas se presentaron de manera confidencial con el auditor de organizaciones benéficas Animal Charity Evaluators (ACE), que también realizó una encuesta sobre la cultura en el lugar de trabajo. ACE había revisado por primera vez al predecesor de ProVeg Alemania, VEBU, en 2016, incluida una encuesta sobre la cultura corporativa.
Había recomendado al predecesor de ProVeg, VEBU, como una "caridad destacada" en su calificación de 2016. VEBU se fusionó con otras organizaciones para formar ProVeg International, y ACE también clasificó a la nueva organización como una "organización benéfica destacada" en 2017 y 2018. Sin embargo, en 2019, dado las acusaciones y los resultados negativos en la encuesta, ACE ya no recomendó a ProVeg International. ACE dio la bienvenida a la decisión previa de agregar una mujer al equipo ejecutivo, Jasmijn de Boo.
ProVeg estableció un grupo de trabajo sobre diversidad e inclusión en 2018. Se ha comprometido a ofrecer nueve puestos de trabajo que incluyan discapacidad para 2024. ProVeg e. V., la entidad legal de la ONG en Alemania, sigue los estándares de transparencia (Initiative Transparente Zivilgesellschaft) del capítulo alemán de Transparencia Internacional.

## Reconocimiento
ProVeg posee estatus de observador permanente en la Convención Marco de las Naciones Unidas sobre el Cambio Climático (CMNUCC), es miembro del Centro y Red de Tecnología Climática de la CMNUCC (CTCN), y está acreditado por la Adamblea del Programa de las Naciones Unidas para el Medio Ambiente (PNUMA).
En 2018, recibió el premio Momentum for Change de las Naciones Unidas por dos de sus programas: Cocinas escolares climáticamente eficientes y Plant Powered Pupils (Alumnos alimentados por plantas).